# Calponia harrisonfordi
Calponia harrisonfordi là một loài nhện trong họ Caponiidae. Chúng được Norman I. Platnick miêu tả năm 1993, Loài này chỉ được tìm thấy ở California, Hoa Kỳ.